# Gran Ruptura (Unión Soviética)
La históricamente denominada Gran ruptura (en ruso: Великий перелом, transliterado como Velíkiy perelom o académicamente como  Velikij perelom) se refiere al cambio radical que tuvo lugar en relación con la política económica de la entonces Unión Soviética entre los años 1928 y 1929, el cual fue básica o primariamente un proceso por medio del cual la Nueva Política Económica (Nóvaya Ekonomícheskaya Polítika, Nóvaja Ekonomíčeskaja Polítika, NEP) que había sido oficialmente sancionada y adoptada el 21 de marzo de 1921 terminó siendo abandonado a favor de la aceleración del entonces proceso de colectivización y de industrialización que estaba teniendo lugar en ese entonces gigantesco estado multinacional euroasiático.
Ese término específico provino del propio artículo del entonces particularmente totalitario líder supremo soviético Iósif Stalin que fuese titulado “Año de la gran ruptura” (Год великого перелома: к XII годовщине Октября, transliterado como God velíkogo pereloma: k XII godovschine Oktiabriá o académicamente God velikogo pereloma: k XII godobščine Oktjabrja), lo cual significaba o quería decir literalmente “Año de la gran ruptura: hacia el 12.avo aniversario de Octubre” el cual fuese originalmente publicado el día 7 de noviembre de 1929, habiendo llegado a coincidir por lo tanto con el entonces duodécimo aniversario de la Revolución Bolchevique de finales de 1917.

## Nota y referencias
- Esta obra contiene una traducción  derivada de «Great Break (USSR)» de Wikipedia en inglés, publicada por sus editores bajo la Licencia de documentación libre de GNU y la Licencia Creative Commons Atribución-CompartirIgual 4.0 Internacional.

1. ↑  «Peasant Rebels Under Stalin (“Rebeldes campesinos bajo Stalin”)». Consultado el 7 de marzo de 2015.

- Datos: Q4106586